# Sociologie urbaine
La sociologie urbaine est une branche de la sociologie qui tend à comprendre les rapports d'interaction et de transformation qui existent entre les formes d'organisation de la société et les formes d'aménagement des villes.
L'étude de la première de ces formes, celles qu'une société prend dans l'espace est appelée morphologie sociale depuis Marcel Mauss, Maurice Halbwachs ou Jean Brunhes. L'étude de la seconde, celle des formes de la ville avec son habitat, ses monuments, ses décors, et en général tous ses aménagements, s'appelle morphologie urbaine.
La connaissance de la réalité des interactions entre une morphologie sociale et une morphologie urbaine permet d'une part de favoriser la vie sociale dans les villes existantes, d'autre part de mieux concevoir les nouveaux ensembles urbains ou architecturaux (programmation). De telles recherches sont à la fois descriptives, compréhensives et programmatiques.
Par ailleurs, on appelle aussi sociologie urbaine des enquêtes sociales empiriques qui portent sur les populations établies sur des territoires urbanisés et qui les abordent par les problèmes qu'elles posent pour l'administration, ceci afin d'éviter les conséquences de leur mécontentement. Ces études sont le plus souvent simplement descriptives et revendicatives.
La différence entre ces deux sortes de sociologie urbaine n'est pas une question de méthode (toutes deux procèdent par comparaisons à partir de statistiques ou de monographies) mais une question de visée pratique de leurs destinataires: les unes permettent d'intervenir par l'aménagement architectural et urbain à toutes les échelles (rénovation, transformations, construction, décoration, animation), les autres visent à intervenir par des mesures administratives individuelles (subventions, assistance, information, répression, éducation, éviction) ou collectives (lois, règlements).

## Morphologies sociales

Appropriation du parement des murs d'une banlieue parisienne par la sub-culture des ghettos noirs américains.

Les études de Robert E. Park, et des sociologues qui se réclament de l'école sociologique de Chicago sont le plus souvent parties de l'observation d'agrégats de populations déracinées, souvent des migrants et des asociaux, qui ne parviennent pas à faire société (ce n'est pas le cas de sociologues comme Norbert Elias ou Richard Senett qu'on rattache souvent à cette école). La sociologie est pensée par les premiers comme une branche de l'écologie: la ville est un milieu naturel plutôt inhospitalier où les activités humaines sont étudiées comme des comportements rationnels d'individus, avec les finalités utilitaires qu'imposent les contingences de la survie et de l'ambition. Leurs méthodes, qui consistent à naturaliser la société urbaine et à l'envisager comme un système de luttes de rivalités et d'interactions entre des individus à l'intérieur de groupes informels, ne sont d'aucune utilité pour connaître la morphologie sociale d'une société typée et constituée, c'est-à-dire complète, organisée et viable. Pour les seconds, la dimension culturelle et institutionnelles sont fondamentales.
Les études urbaines (Urban Studies en anglais) bien conduites concentrent leurs analyses des formes sociales sur la distribution des classes sociales, des groupes sociaux et des différentes ethnies au sein des espaces urbains et ruraux, en accordant une attention particulière aux coutumes, aux habitudes, aux faits culturels; Rapportées au territoire où se déploie toute société, elles mettent en évidence :
- soit une spatialisation de la segmentation sociale dans lesquelles les différentes catégories de population et d'activités correspondent à des types particuliers de quartiers (quartier universitaire, quartier des théâtres, quartiers commerçant, quartier d'artisans, etc. dans chacun desquels il y a des manœuvres et des directeurs, des riches et des pauvres)
- soit au contraire à une répartition spontanée purement ségrégative qui aboutit à des processus spontanés de ghettoïsation positives ou négatives (gated communities), c'est-à-dire à conforter la stratification des revenus dans des quartiers-dortoirs qui regroupent les plus ou les moins favorisés de tous les secteurs d'activité.

Le refus par les planificateurs des villes nouvelles d'assumer l'existence, non seulement d'une stratification sociale, mais d'une organisation polysegmentaire des sociétés, qui permette de prévoir une spécialisation des quartiers pour des catégories de population clairement définies, avec les modes de vie et les possibilités d'activités professionnelles qui leur sont propres, n'a pas abouti à un décloisonnement de la société avec une facilitation des migrations sociales, mais au contraire à un renforcement de discriminations qui sont d'autant plus problématiques, qu'imprévisibles et radicales. La raison de cette impasse était de proposer, et de mettre en œuvre un autre système de division qui ne soit plus social, mais commercial, c'est-à-dire entre le temps de travail et le temps de consommation, ensuite entre le temps pour les courses et le temps pour les loisirs, entre temps de séjour et temps de transport. Traduites dans l'espace, ces divisions temporelles deviennent le principe directeur de l'urbanisme contemporain avec ses cités dortoirs et ses zones de bureaux éloignées par des moyens de transports collectifs. Ce sont des villes où il n'y a pas de place pour les activités hybrides et gratuites d'autoproduction, comme une simple promenade qui serait à la fois un déplacement utile, une occasion d'information, un loisir, une activité sportive, un jeu, une occasion d'observer et de se montrer.
Une étude de morphologie sociale préalable à une étude de projet architectural ou urbain (Urban Planning en anglais) doit reconstituer le tableau complet de la polysegmentation sociale, donner ensuite les proportions idéales entre les parties, puis leurs dispositions spatiales respectives en précisant les proximités, les hiérarchies, les points de contact, les évitements, les inclusions, les frontières, pour aboutir à une cartographie sociale qui inclut les échanges, les relations, les représentations. Il est très important, si l'étude ne porte que sur un fragment de société, par exemple la population d'un ensemble de bureaux ou d'habitation, voire d'un seul édifice, de pouvoir reconstituer le reste de la société, qui concerne parfois les mêmes personnes, mais à d'autres moments, dans d'autres fonctions, voire dans d'autres époques de la vie. Pour cela, les monographies de sociétés dites fermées, réalisées en général par des ethnologues ou des historiens, mais pas toujours, sont très utiles par leur caractère d'approche globale de l'ensemble d'une société avec tous ses groupes et sous-groupes au complet.

## Morphologies urbaines

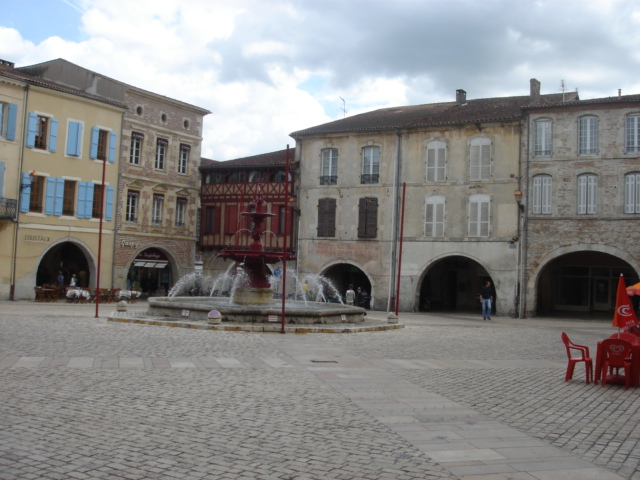
L'urbanisme dense à plans réguliers : alignement d'immeubles sur arcades avec boutiques pour former la place publique de la bastide à Villeneuve-sur-Lot.

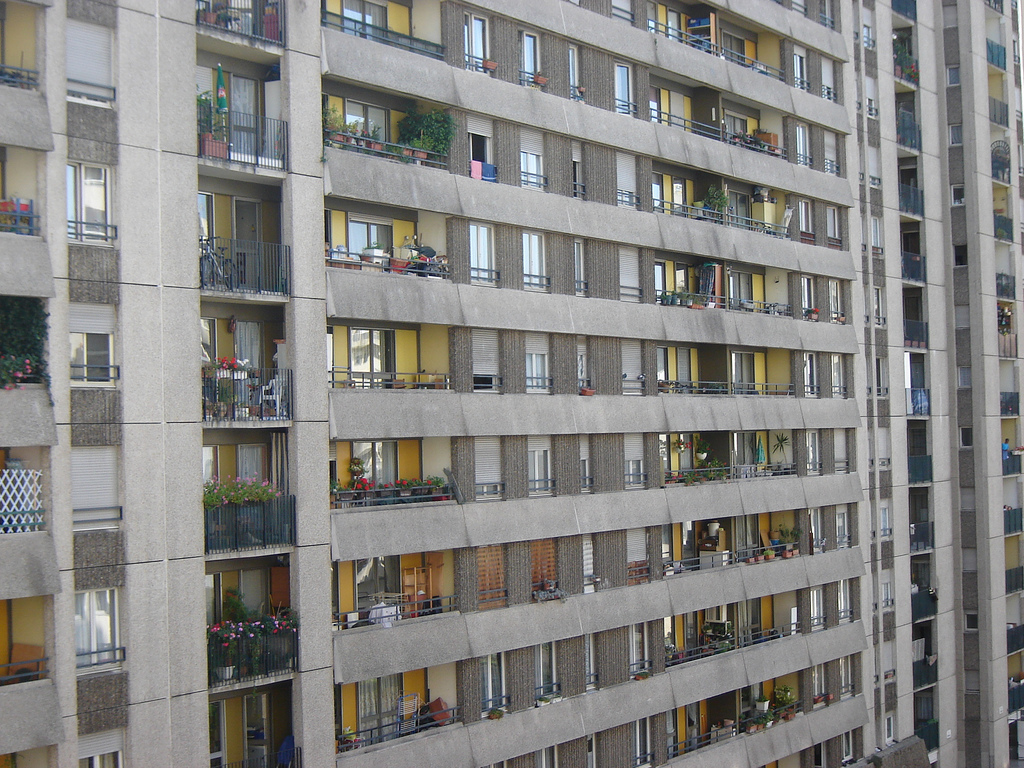
Immeubles collectifs de logements locatifs pour les classes moyennes dans la banlieue de Paris.

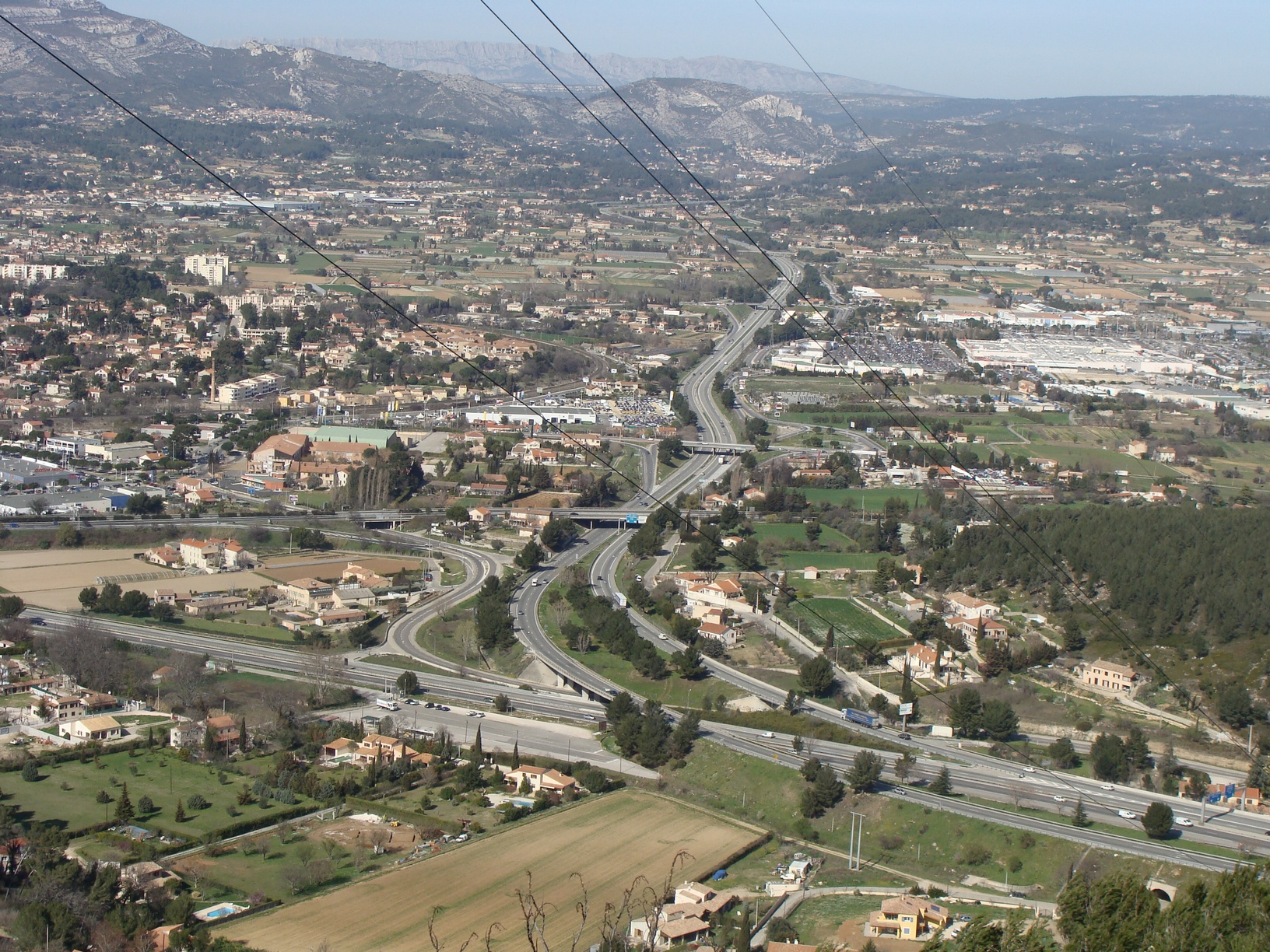
Désagrégation du bâti et éparpillement en unités isolées avec un entremêlement de rocades, d'entrepôts, de friches et de décharges.

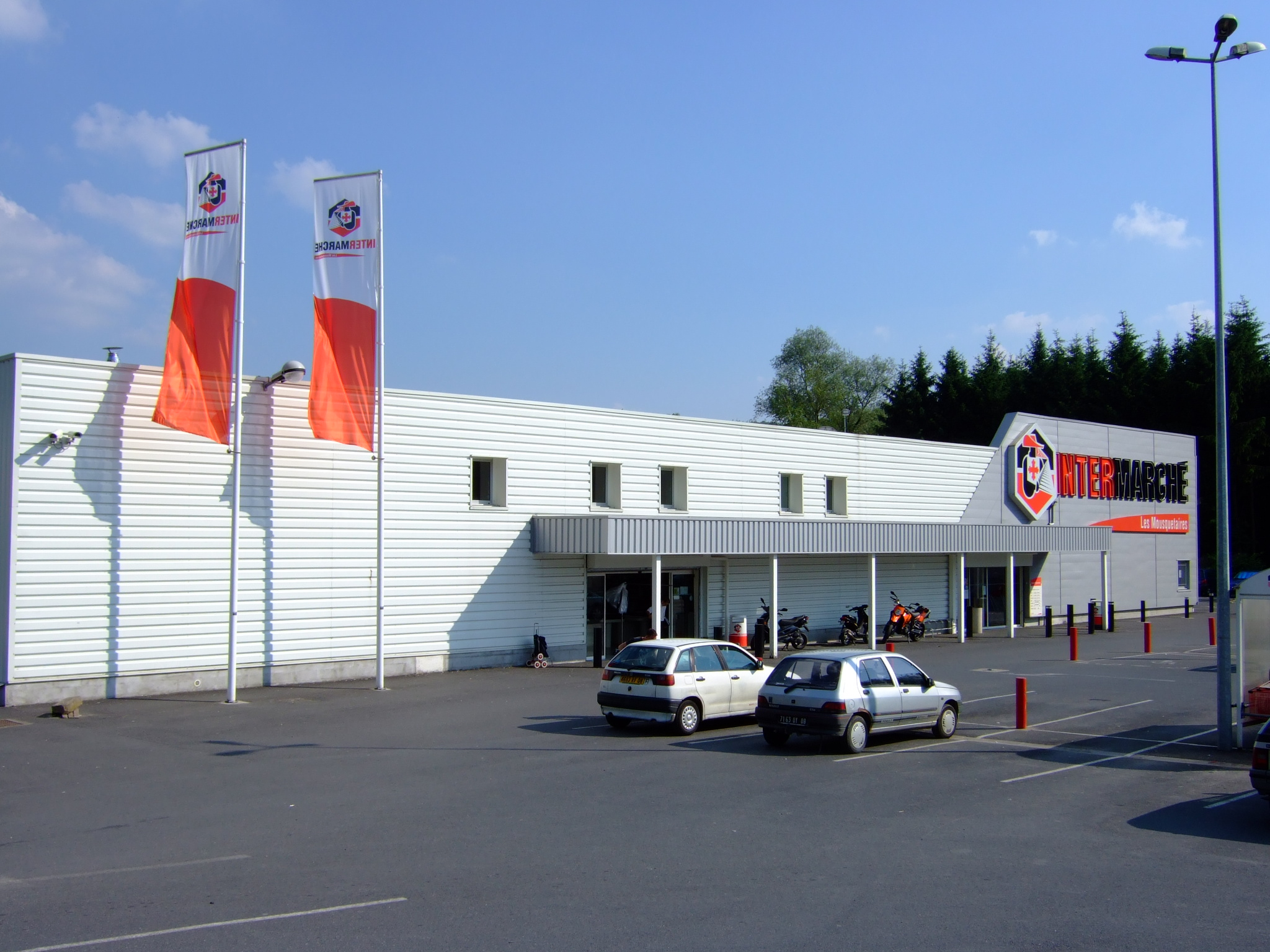
Zone commerçante contemporaine.

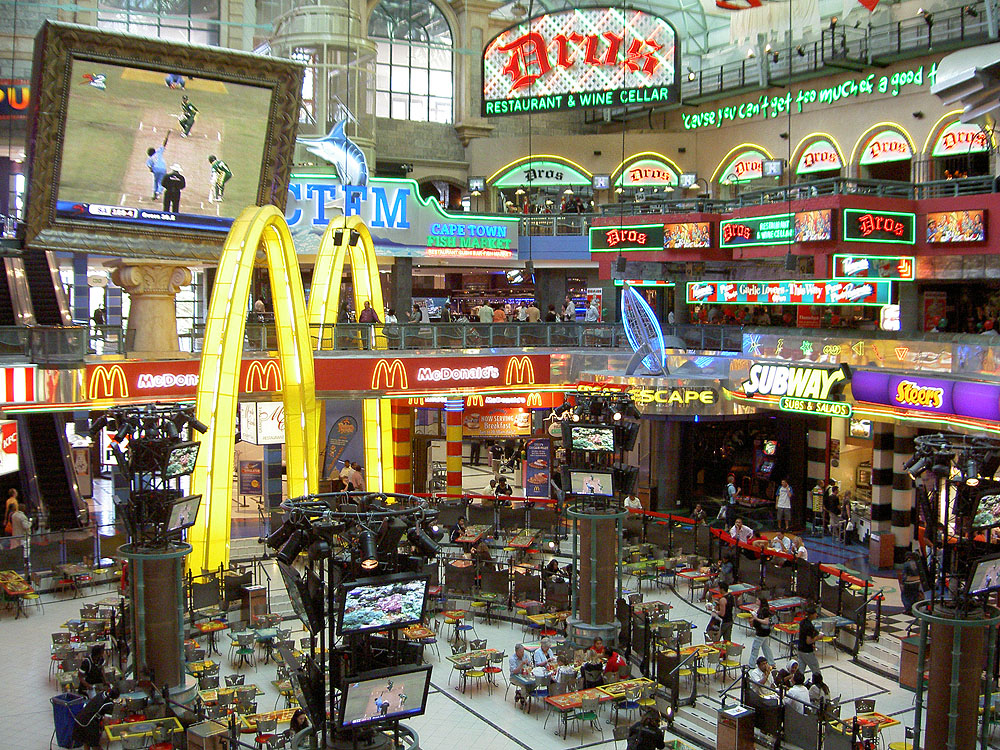
Zone commerciale contemporaine.

L'étude de la morphologie urbaine peut être faite à toutes les échelles depuis les formes d'habitations et plus généralement d'immeubles (Maisons, grands ensembles d'habitation, équipements publics ou commerciaux tels que mairies, postes, tribunaux, lycées, théâtres, gares, magasins et supermarchés, églises, etc.) jusqu'aux formes complètes des villes (avec l'articulation des quartiers, des rues, des places, des rivières, des monuments, de la campagne environnante, des liaisons avec d'autres villes, etc.). Si elle est peu étudiée en sociologie urbaine, elle l'est traditionnellement en géographie urbaine ou rurale, en histoire des formes urbaines : elle porte sur les modelés urbains matériels et symboliques, sur les différentes échelles et les différentes formes du bâti et du cadastre, sur les couleurs, sur les aspects, sur les symétries, sur les rythmes, et plus généralement sur tout ce qui fait la culture matérielle.
Le mouvement paradoxal de l'urbanisation (population de plus en plus nombreuse qui vit en ville), et de la désurbanistion (disparition des caractéristiques morphologiques qui font la ville dense, comme la proximité, la diversité, la sécurité, la mitoyenneté, l'interconnaissance) est une conséquence de l'évolution de la morphologie urbaine générale. En effet, la facilitation des transports, puis la dématérialisation de la communication sociale provoquent une désagrégation du bâti, l'effacement des formes génériques des villes (rues, places, cours, îlots, etc.) et un éparpillement en unités plastiquement isolées dans un no man's land de rocades, d'entrepôts, de friches urbaines et de décharges.
Pour prendre en compte cette tendance au chaos moderne, il faut considérer le parti urbanistique du zoning posé par le CIAM qui consiste :
- à extraire et regrouper les différents types de bâtiments et d'éléments urbains (habitations, ateliers, places, bureaux, jardins, commerces, édifices publics, etc.)
- puis à les concentrer sous forme de zones urbaines spécialisées (zone commerciale avec tous les supermarchés, zone artisanale, zone agricole déserte, zone administrative, zones industrielles, zones d'habitation, zones de bureaux, zones d'entrepôts, cités scolaires, zones de loisirs, etc.) qui sont reliées entre elles par des rocades péri-urbaines que les habitants doivent obligatoirement emprunter chaque fois qu'ils doivent changer d'activité, et qu'il faut incessamment augmenter pour absorber un trafic de personnes et de fret qui ne cesse d'augmenter, au fur et à mesure que les zones se concentrent et que tout s'éloigne.

La surface des voies de communication, de dessertes, de transit et de stationnements est devenue si importante que les villes post-urbaines avec leurs habitations et leurs bureaux empilés sur des dizaines d'étages finissent par avoir une densité bien moindre que les villes anciennes ou les cités-jardins avec leurs constructions de deux ou trois étages.
Les problèmes posés par les formes urbaines et architecturales de la périurbanisation ne sont pas simplement fonctionnels et économiques, ils sont aussi anthropologiques et politiques lorsque la question de la disparition du centre de la ville et de la maison devient aussi la perte d'une référence commune pour la cité, ou la famille; perte d'un centre de modération et de régulation qui fonde la cohésion sociale dans un lieu que tout le monde connaît et qui puisse jouer le rôle de nomos de la société, au sens que Carl Schmitt a donné à ce mot.
Le mouvement que l'on observe pendant la deuxième moitié du XXe siècle, en même temps que la marginalisation de la place principale, celle du marché, de l'église, de la mairie, du tribunal, de la convergence des rues, est l'émergence du supermarché comme nouveau lieu de ralliement et de centralité où chacun des groupes dispersés ne vient pas seulement pour se réapprovisionner, mais pour se promener, se ressourcer, reprendre contact avec la totalité de la cité, trouver de nouvelles idées, s'informer, et s'émerveiller devant la beauté et l'abondance de tout ce qu'on peut produire et consommer.

## Concepts et problématiques
Plusieurs concepts et problématiques intéressent les sociologues de l'urbain.
On peut en résumer le cadre général avec deux principes énoncés par Henri Lefebvre :
- La ville est une projection au sol des rapports sociaux;
- Il existe deux catégories de rapports à l'espace, les rapports d'appropriation (tout ce que les gens font pour exprimer leur possession plus ou moins exclusive d'un territoire : construction, décoration, occupation, propreté, barrières réelles ou symboliques, etc.) et les rapports de domination (tous les dispositifs collectifs d'aménagement: règlements d'urbanisme, d'hygiène, de sécurité, projets d'aménagement, normes d'administration, de gestion, de promotion immobilière, police, etc). La forme de la ville est un compromis permanent entre la multitude des appropriations et la permanence du pouvoir politique.

Comme études descriptives, on peut citer les territorialités et leurs échelles, les formes de sociabilités, de civilités et d'échanges, les trajectoires résidentielles, la formation des prix de l'immobilier, les représentations populaires et savantes de la ville, les monumentalités, etc.
Comme problématiques, on peut citer les dynamiques d'intégration ou de ségrégation socio-spatiale (phénomènes de ghettoïsation), de gentrification, les violences urbaines, les pratiques de mobilité, les représentations sociales de la ville, les instances citadines de socialisation, le contrôle social sur l'espace public, les mégapoles, etc.

## Sociologies contemporaines
Plusieurs chercheurs contemporains[réf. nécessaire] en sociologie urbaine travaillent actuellement sur le rapport entre ville, culture, violence, genres, mobilité, territoire, et économie. Certains chercheurs [réf. nécessaire] montrent comment l'urbanité (les spécificités organisationnelles) de la ville affecte le fonctionnement de l'économie et du marché du travail ainsi que la culture et la création artistique. Saskia Sassen effectue ses recherches sur le lien entre mondialisation et villes. En France, Yankel Fijalkow et Jean-Claude Driant notamment ont contribué à la sociologie de l'habitation populaire.